# عبدالرحیم معینی
عبدالرحیم معینی (انگلیسی: Abdourahim Moina؛ زادهٔ ۱۷ دسامبر ۲۰۰۰) بازیکن فوتبال اهل فرانسه است.
وی همچنین در تیم ملی فوتبال اتحاد قمر بازی کرده‌است.